# Die Mundorgel
Die Mundorgel ist ein deutsches Fahrten-Liederbuch. Es erscheint im Mundorgel-Verlag, dessen alleiniger Gesellschafter der CVJM-Kreisverband Köln e. V. ist.

## Entstehung
1951 entstand in einem Sommerlager des Evangelischen Jungmännerwerkes, Kreisverband Köln, die Idee, für die Zeltlagerarbeit ein handliches Liederbuch zusammenzustellen. Die vier Kölner Jugendgruppenleiter und Studenten Dieter Corbach (1925–1994), Ulrich Iseke, Hans-Günther Toetemeyer und Peter Wieners erstellten die erste Ausgabe der Mundorgel, die erstmals 1953 erschien. Sie wollten damit die Textsicherheit der Jugendlichen auch über die erste Strophe hinaus verbessern. Es sollte ein kleines Liederbuch im praktischen Hemdtaschenformat sein, zudem möglichst preisgünstig, da ausschließlich Freie Musik abgedruckt wurde, wenngleich dieser Begriff seinerzeit noch nicht präsent war. Auch fallen für die Aufführung der Lieder keine urheberrechtlichen Gebühren an. Dieser Gesichtspunkt wurde mit der zunehmenden Verfolgung von GEMA-Verstößen immer wichtiger.
Auch nach einer ersten Absage des Manuskripts durch den CVJM hielten die vier Autoren an ihrer Idee fest. Lieder für die Bibelarbeit sollten genauso vertreten sein wie solche für das Singen am Lagerfeuer. Das Autorenquartett beschloss daraufhin, die ersten 500 Exemplare des Liederbuchs für Fahrt und Lager auf eigene Kosten drucken zu lassen, was für die Studenten ein finanzielles Risiko barg. Die ersten Exemplare waren von den Autoren für ihren Kölner Zirkel und das Zeltlager in Altburg an der Nister im Westerwald bestimmt. Der CVJM lenkte schließlich ein und übernahm das Projekt. Der Titel Mundorgel, eine wörtliche Übersetzung des englischen Begriffs Mouth organ (Mundharmonika), wurde zu Ehren des damaligen CVJM-Kreisvorsitzenden Horst Mundt gewählt. Das Werk avancierte in Volks- und Grundschulen zum verbreiteten Schulbuch für den Musikunterricht, was wesentlich zu seinem Erfolg beitrug. Die Verkaufserlöse aus der Mundorgel erhält der CVJM; die vier Herausgeber erhalten einen Anteil von 0,2 Prozent. Der Preis für die Textausgabe lag in den ersten Jahren bei 50 Pfennig; heute beträgt er 4,00 Euro, für die Notenausgabe 11,00 Euro (Stand April 2022).

## Vertrieb
Das Buch erschien zunächst in grünem – passend zum grünen Fahrtenhemd des CVJM –, später in violettem und schließlich als Notenausgabe mit rotem Einband. Ein Teil des Inhalts sind religiöse Lieder, weil die Mundorgel anfangs für christliche Jugendgruppen gedacht war. Den Hauptteil des Inhalts bilden bekannte Volkslieder, kritische Lieder sowie Kanons.
Die Auswahl der Lieder hat sich im Lauf der Zeit deutlich verändert. So landete zunächst manches in der Mundorgel, was während der Zeit des Nationalsozialismus von der Hitler-Jugend (HJ) vereinnahmt worden war. Solche Lieder fielen bei den Überarbeitungen ebenso heraus wie Texte, in denen von „Negern“ oder „Zigeunern“ die Rede war oder die allzu militaristisch daherkamen. 1964 erschien neben der gewohnten Textedition die erste Notenausgabe mit Gitarrengriffen.
Inzwischen wurde das Liederheft bisher rund 14 Millionen Mal verkauft. Rund 11 Millionen Exemplare entfallen auf die Text- und 3 Millionen auf die Notenausgabe. Ende der 1970er Jahre verfügten bereits zehn Millionen Jugendliche über das Büchlein. In den 1980er Jahren kam es zu einem Auflagenrückgang. Das Liederbuch wurde zuletzt 2001 in erweiterter Neubearbeitung vorgelegt.
Die Lieder in der Notenausgabe der Mundorgel sind durchweg mit den Noten der Melodiestimme versehen. Über den Noten stehen die Akkordbezeichnungen für das Spielen auf der Gitarre oder Harmonieinstrumenten. Anlässlich des 60. Jubiläums der Erstausgabe im Jahr 2013 erschien im Dezember 2012 die Textausgabe auch im Großdruck. Ein Jahr später wurde sie außerdem als „XXL-Großdruck“ (nahezu Format A4) veröffentlicht. Im Jahr 2023 ist auch die Notenausgabe als Großdruck im Format A5 erschienen, und zwar mit einer Spiralbindung, so dass sie auch für Notenständer geeignet ist.

## Ausgaben
- Dieter Corbach u. a. (Hrsg.): Die Mundorgel. Textausgabe. mundorgel-verlag, Waldbröl 2001, ISBN 3-87571-043-6.
- Dieter Corbach u. a. (Hrsg.): Die Mundorgel. Notenausgabe. mundorgel-verlag, Waldbröl 2001, ISBN 3-87571-044-4.
- Dieter Corbach u. a. (Hrsg.): Die Mundorgel. Textausgabe-Großdruck. mundorgel-verlag, Waldbröl 2012, ISBN 3-87571-047-9.